# Prieuré de Moidieu-Détourbe
Le prieuré de Moidieu-Détourbe, est un ancien prieuré des Xe – XIe siècles situé à Moidieu-Détourbe, dans le département de l'Isère. 
Il est labellisé Patrimoine en Isère.

## Historique
La première mention du prieuré bénédictin remonte à 977 lorsque l'archevêque de Vienne demande au prieur de Moidieu de lui remettre les revenus du prieuré. Un prieur de Moidieu est également mentionné parmi les témoins d'un acte de 1159. 
L'église, dédié à Saint Jean, est vraisemblablement construite au début du XIe siècle. Le prieuré dépend alors de l’abbaye de Saint-André-le-Bas de Vienne. Ne témoignent plus de cette construction que le clocher et une partie du chœur.  
Des peintures représentant les Apôtres sont ajoutés au chœur au XIVe siècle, peut-être à la suite d'une transformation du chœur.  
Le bâtiment du prieuré, accolé à l'église, montre plusieurs phases de travaux, lesquelles ne sont pas datées faute d'étude. Les fenêtres à meneau en molasse semblent indiquer un chantier du XVe siècle. En 1792, le bâtiment est acheté par l'administration qui le transforme en maison commune où pouvaient se réunir les assemblées cantonales des six communes composant le canton. En 1814, une partie du bâtiment s'effondre avant d'être reconstruit en 1823. Le prieuré est alors transformé en mairie puis en école.  

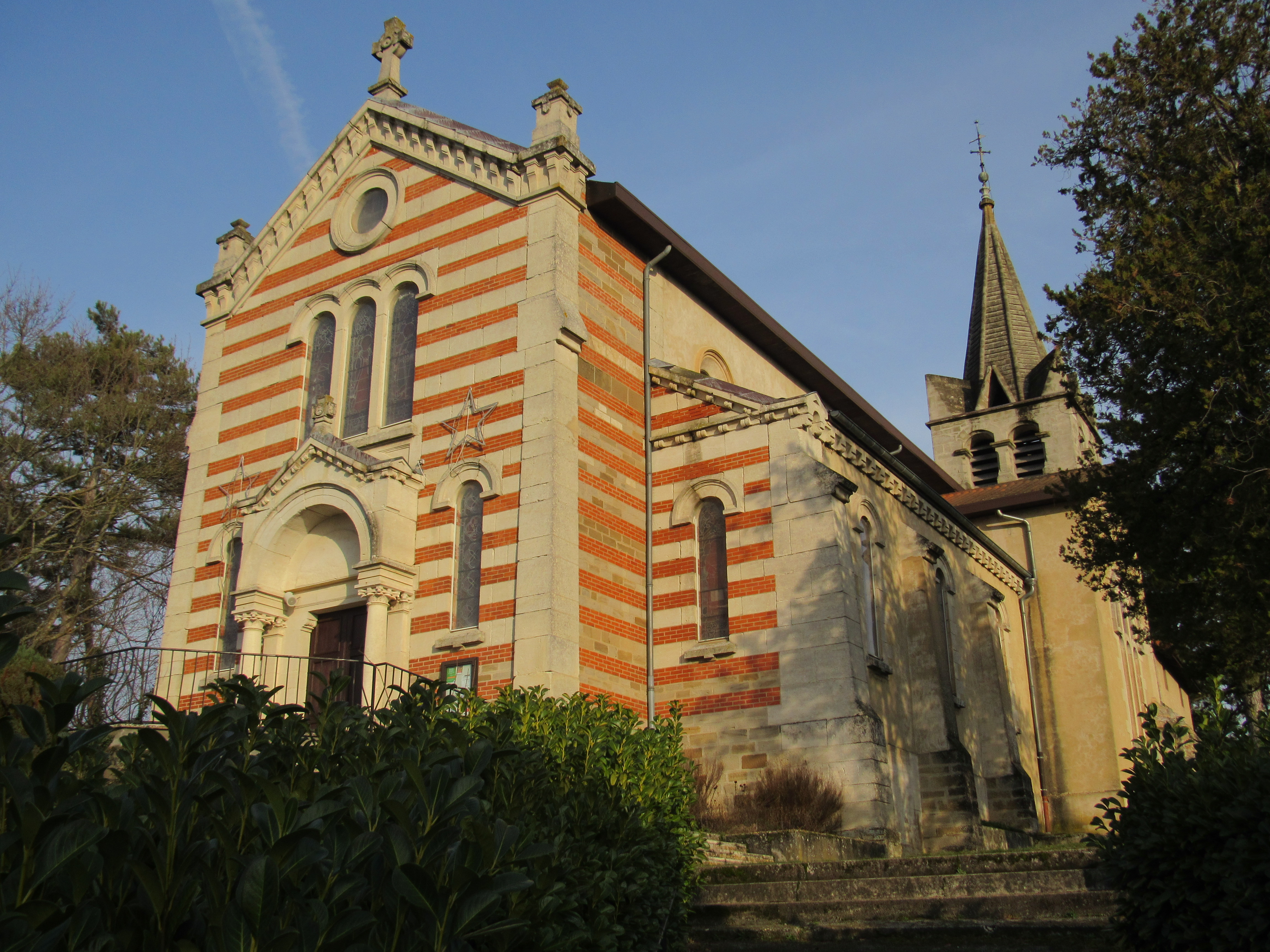
Façade de l'église néo-romane, aujourd'hui église Notre-Dame de la Nativité de Moidieu-Détourbe.

L'église actuelle, exception faite du chœur et du clocher, est de style néo-roman et date des années 1899-1900. Elle est consacrée le 25 mars 1900.   

## Description
À la suite de diverses mesures de reconstruction et de rajout le prieuré a pu s'élever sur trois niveaux. Les fenêtres à meneaux en molasse datent du XVe siècle et sont encore en bon état. Il s'agit, à l'origine, d'un bâtiment rectangulaire desservi par une tour octogonale abritant l'escalier en vis. Une large porte débouchait dans une cour ou sous une galerie donnant accès à la porte principale de cet escalier, comme l'indiquent les vestiges de croisées d'ogives. L'escalier en vis permet de desservir les différents étages par des portes jumelées séparées par un pilier central, avec linteau en accolade. En outre, il permettait probablement d'accéder à des latrines en encorbellement.
La peinture murale de l'église est classée au titre objet aux Monuments historiques en 1988. 
La Réfection des peintures et de la voute en cul-de-four sont effectuées par la DRAC, en 1990 et 2001. Une rénovation intérieure de l'église est menée en 2004 et 2005.